# Dos (medicin)
Dos (av latin dosis, av grekiska dosis, "så mycket som ges" eller "portion") avser i snäv mening den mängd läkemedel en patient blivit ordinerad av läkare. Dos avser även kvantitet i allmänhet. Det närliggande ordet dosering avser en föreskriven mängd av en substans under en angiven tidsperiod. 
Se även stråldos.
En bolusdos eller stötdos är en extra stor dos läkemedel som ges för att snabbt få upp halten av läkemedlet i den nivå som behövs för att nå effekt. 
En terapeutisk dos läkemedel kan kortfattat beskrivas där läkaren strävar efter att använda en adekvat dos (så låg som möjligt) läkemedel med tillfredsställande resultat för patienten.